# Voin
Vainius o Voin (bielorruso: Воін; fallecido entre 1338 y 1342) fue Príncipe de Pólotsk de 1315 hasta su muerte. Se conoce muy poco sobre él, sólo que era hermano de Gediminas, Gran Duque de Lituania. Es mencionado en las fuentes escritas por primera vez en 1324. En 1326, ya como príncipe de Pólotsk, firmó un tratado con la Orden Livona y Nóvgorod. Su único hijo conocido, Liubko, murió en 1342 en combate contra la Orden Livona.